# Women Love Diamonds

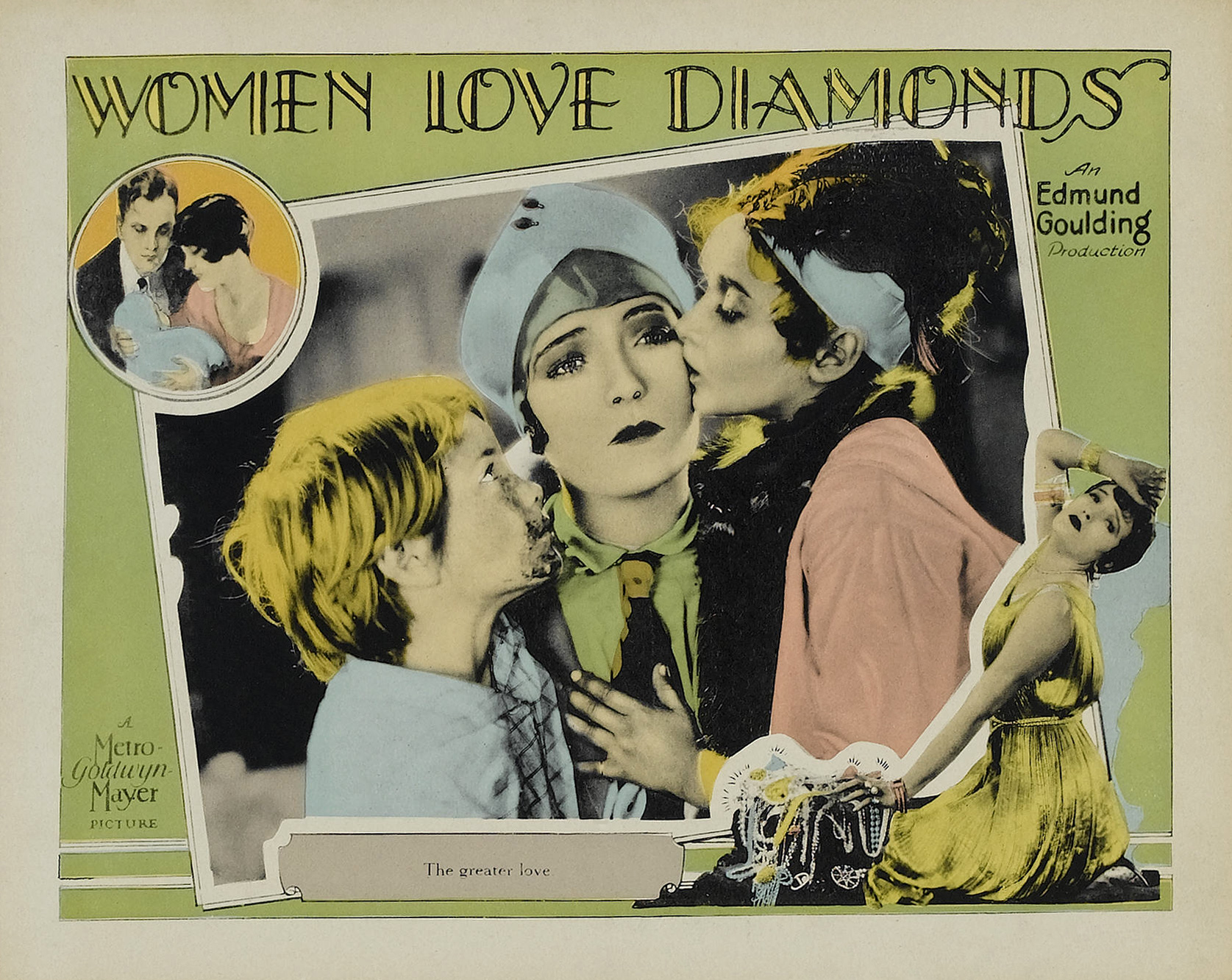
Affiche voor Women Love Diamonds

Women Love Diamonds is een stomme film uit 1927 die gaat over een maîtresse, die haar rijke en oude partner verlaat voor een aantrekkelijke jongeman.
De film werd geregisseerd door Edmund Goulding en zou een vehikel worden voor de toen nog opkomende Greta Garbo. Toen zij begon te staken, kreeg Pauline Starke de hoofdrol. Bijrollen werden vervuld door Lionel Barrymore, Owen Moore, Gwen Lee en Douglas Fairbanks Jr..

## Rolverdeling
| Acteur                | Personage             |
| --------------------- | --------------------- |
| Pauline Starke        | Mavis Ray             |
| Owen Moore            | Patrick Michael Regan |
| Lionel Barrymore      | Hugo Harlan           |
| Cissy Fitzgerald      | Mrs. Ray              |
| Gwen Lee              | Roberta Klein         |
| Douglas Fairbanks Jr. | Jerry Croker-Kelley   |
| Pauline Neff          | Mrs. Croker-Kelley    |
| Constance Howard      | Dorothy Croker-Kelley |
| George Cooper         | Snub Flaherty         |
| Dorothy Phillips      | Mrs. Flaherty         |